# Chamaedorea neurochlamys
Chamaedorea neurochlamys är en enhjärtbladig växtart som beskrevs av Karl Ewald Maximilian Burret. Chamaedorea neurochlamys ingår i släktet Chamaedorea och familjen Arecaceae. Inga underarter finns listade i Catalogue of Life.